# Gymnastique aux Jeux panaméricains de 2003
Les épreuves de gymnastique des Jeux panaméricains de 2003 se déroulent du 2 au 5 août 2003 à Saint-Domingue.
Le concours général masculin est remporté par le Cubain Erick López.